# Isert
Isert é um município localizada no distrito de Altenkirchen, na associação municipal de Verbandsgemeinde Altenkirchen, no estado da Renânia-Palatinado.

## População
| - 1815 – 74 - 1835 – 85 - 1871 – 121 - 1905 – 147 - 1939 – 133 - 1950 – 153 | - 1961 – 155 - 1965 – 158 - 1970 – 143 - 1975 – 143 - 1980 – 140 - 1985 – 155 | - 1987 – 158 - 1990 – 175 - 1995 – 181 - 2000 – 179 - 2005 – 168 |